# Derék-csípő méretarány

A derék-csípő arány megállapítása: Normális testtömegű személynél (balra) a derék kerületét a legvékonyabb résznél mérik, míg elhízott emberek esetében (jobbra) kb. 2,5 cm-rel a köldök felett. A bal oldali személynél a csípőkerületet a legszélesebb ponton mérik, míg a jobb oldali személynél a combcsont nagytompori részénél (trochanter major). A jobb oldali képen látható személy „csal”, mivel lábait nem zárta össze, ami magasabb csípőkerületet ad ki

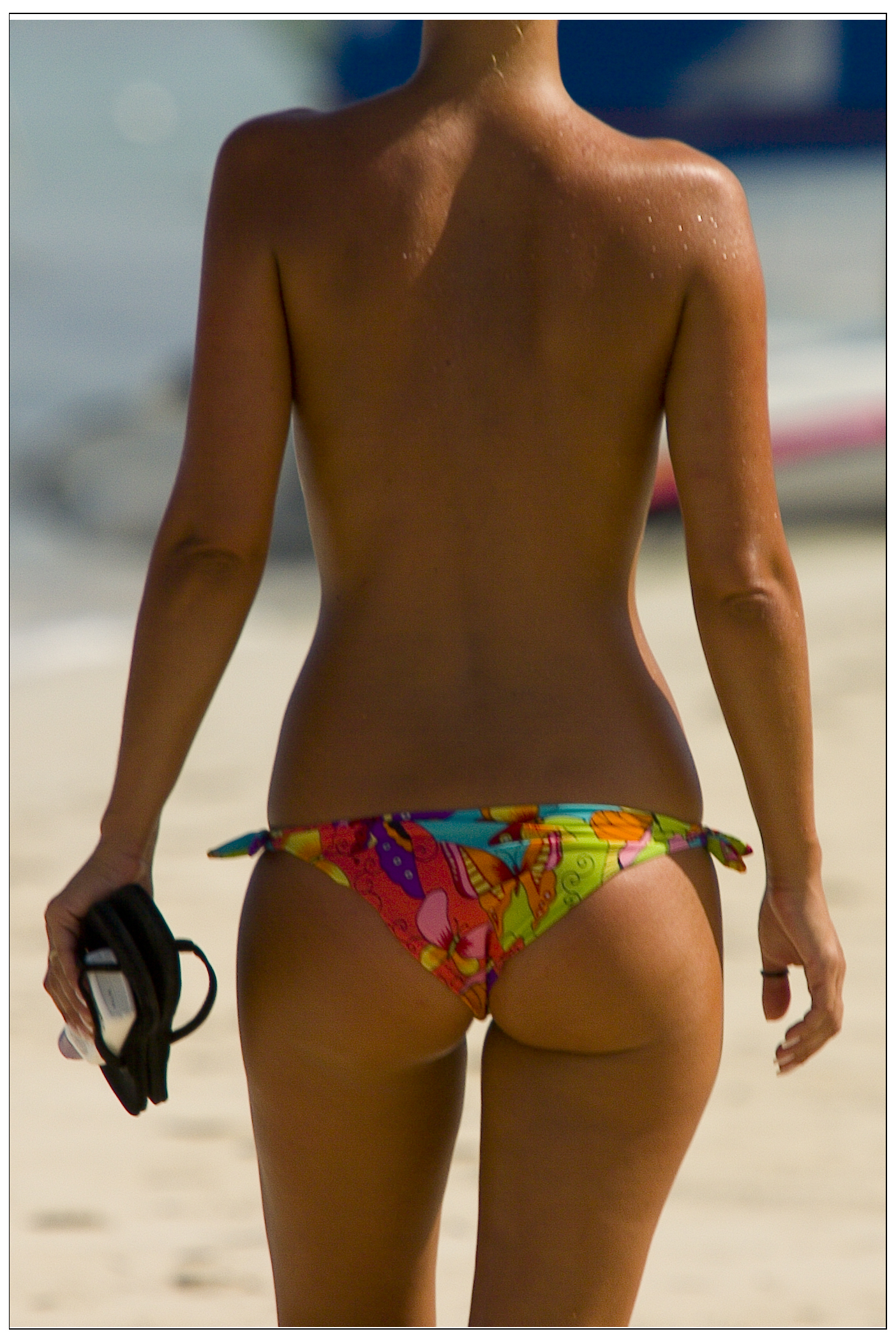
A derék-csípő arány a fizikai szépség egyik fontos alkotóeleme a nőknél. A képen látható nő esetében a derék-csípő arány kb. 0,68

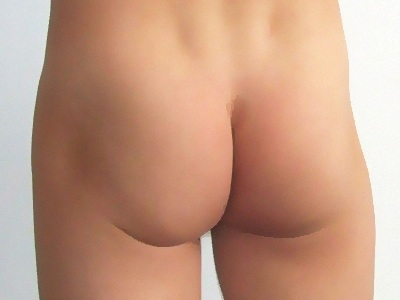
A férfiaknál a csípő és a derék közötti különbség relatíve kisebb, mint a nőknél. A képen látható férfi esetében a derék-csípő arány kb. 0,85

A derék-csípő méretarány (angolul waist-hip ratio vagy waist-to-hip ratio, rövidítve WHR) az egyik leggyakrabban alkalmazott mérőszám az elhízás megállapítására és mérésre. A mérőszám a csípő kerületét veti össze a derék kerületével.

## Meghatározása
A derék kerületét a legkeskenyebb részén, a legalsó borda és a csípőcsont között félúton, míg a csípő kerületét a combcsont nagytomporánál kell mérni a lábak zárt állása mellett. A derék-csípő méretarányt ekkor úgy lehet kiszámolni, hogy a derék kerületét el kell osztani a csípő kerületével.
A gyakorlatban azonban a derék kerületét legkeskenyebb pontján mérik, általában a köldök felett kb. 2-2,5 cm-rel, míg a csípő kerületét a fenék legszélesebb pontján mérik. A terhes nők vagy nagyon elhízott személyek esetében a derék kerületét 1 cm-rel a köldök felett mérik.

## Rendellenességei
A derék-csípő arány az emberi test egymáshoz viszonyított méretei közül jó indikátora az egyes betegségekre, például szívbetegségekre (pl. szívinfarktusra) való hajlamnak. Az elhízás okozta betegségek előrejelzésére korábban a testtömegindexet (body mass index – BMI) használták, de 21. századi kutatások szerint a derék-csípő arány háromszor megbízhatóbb ilyen esetekben. Ezek szerint az úgynevezett almatestalakúak esetében (akiknél az elhízás inkább centrális, vagyis a derék körül jelentkezik) a betegségek kialakulásának kockázata jóval magasabb, mint az úgynevezett körtetestalakúak esetében, akik inkább perifériásan, a csípőjük körül híznak el. Bár mindkét fajta elhízás egészségi kockázatokkal jár, az előbbi a szív- és érrendszeri, míg az utóbbi inkább a mozgásszervi és visszérbetegségek kialakulásának esélyét növeli.[forrás?]
Ennek megfelelően a testtömegindexszel együtt a derék-csípő arányt is az elhízás, illetve az azzal járó betegségek előrejelzésére használják.
A kutatások alapján a nőknél 0,7, férfiaknál 0,9 derék-csípő arány (a normális testtömeg) szoros összefüggésben áll az általános egészséggel és a nemzőképességgel. A 0,7 arányszámú nők szervezetében optimális az ösztrogén hormonszintje, és kevésbé hajlamosak a cukorbetegségre, a szív- és érrendszeri megbetegedésekre és a petefészekrákra.[forrás?] Hasonlóképpen, a férfiaknál a 0,9 derék-csípő arány az általános egészség, nemzőképesség, valamint a here- és prosztatarák kialakulásának alacsonyabb kockázatát jelzi.
A kutatások szerint a derék-csípő arány idősebb embereknél a halandóságot jobban előrejelzi, mint a csípő kerülete vagy pedig a testtömegindex. Amennyiben az elhízást nem az általánosan használt testtömegindexszel, hanem a derék-csípő aránnyal határozzák meg, akkor világszerte háromszorosára emelkedne azoknak a száma, akiknél a normálisnál magasabb a szív- és érrendszeri betegségek kockázata Az elhízás harmadik gyakran alkalmazott mérőszáma a zsír tömegének aránya a testtömeghez képest (testzsírszázalék). A három mérőszám közül azonban egyedül a derék-csípő arány veszi figyelembe a test felépítését és az ebből levonható következtetéseket (például az alma- és körtealakra vonatkozóan). Ezért lehetséges két nőnél, hogy a derék-csípő arányuk azonos, míg a testtömegindexük eltér, illetve azonos testtömegindex esetén is jelentős eltérés lehet a derék-csípő arányban.
Más kutatások szerint a derék-csípő arány helyett a derék kerülete jobban jelzi a szív- és érrendszeri betegségek kockázatát, a testben felhalmozódott zsír eloszlását, és a felnőttkori cukorbetegség kialakulásának kockázatát.

## A szépség mérőszáma
A derék-csípő arányt mint a szépség, illetve a fizikai vonzerő egyik mérőszámát és az evolúcióban betöltött szerepét elsőként Devendra Singh professzor, a Texasi Egyetem oktatója vetette fel 1993-ban. Singh álláspontja szerint a derék-csípő arány megbízhatóbban jelzi előre a szervezet ösztrogénszintjét (átvitt értelemben a női termékenységet), mint a korábban javasolt mell-csípő arány (Bust-waist ratio – BWR), amelyet a londoni King's College munkatársa, Dr. Glenn Wilson vezetett be az 1970-es években.
A kutatók szerint a fizikai szépség és vonzerő egyik meghatározó alkotóeleme a „megfelelő” derék-csípő arány: a 0,7 körüli derék-csípő aránnyal rendelkező nőket az indo-európai kultúrkörhöz tartozó férfiak magasabb eséllyel tartják vonzóbbnak. A 20. század második fele előtti korokban a nőket általában és világszerte elterjedten kb. 0,6-0,7 derék-csípő aránnyal ábrázolták a szobrászatban, festészetben, amely (feltételezve az idealisztikus ábrázolásra való hajlamot) az alacsonyabb derék-csípő arány iránti preferenciát jelzi. Az olyan szépségideáloknak, mint Marilyn Monroe, Jayne Mansfield, Salma Hayek, Gina Lollobrigida, Claudia Cardinale, Sophia Loren és Brigitte Bardot, általában 0,7 körül volt a derék-csípő arányuk, annak ellenére, hogy magasságuk és testsúlyuk között jelentős eltérések voltak/vannak.
Az európai-amerikai kultúrkörön kívül azonban eltérőek lehetnek a preferenciák, például Kínában a 0,6 arányú nőket találják vonzóbbnak, míg Dél-Amerikában és Afrikában inkább a 0,8–0,9 derék-csípő arányt felmutató nők számítanak kívánatosnak. Emellett a kutatók azt találták, hogy ezek az eltérések inkább az etnikumhoz, mint az állampolgársághoz kötöttek (azaz egy országon belül is lehetnek eltérések). A kutatók szerint a férfiakat inkább befolyásolja a derék, mint a csípő mérete:
A csípő mérete egyenes arányban van a medence méretével és jól jelzi, hogy a szervezet mennyi zsírt (tartalék energiát) tud elraktározni. A derék mérete viszont információt ad a személy egészségi állapotáról, termékenységéről… és a nyugati társadalmakban, ahol már nem áll fenn a szezonálisan visszatérő éhínség veszélye, a derék, amely az egyén aktuális egészségi állapotát jelzi, sokkal fontosabb szerepet tölt be, mint a csípő, amikor egy nő szépségét és vonzerejét kell felmérni.
A történelem során a nők ezt felismerték, és számtalan módszerrel igyekeztek a derék-csípő arányt számukra kedvezőbb irányba elmozdítani. Ennek egyik példája a szoros fűző, amellyel derekukat karcsúsították, illetve a csípő- és fenéktájon alkalmazott párnák, amivel a csípő szélességét igyekeztek növelni. A korabeli fűzőgyártók már kitaláltak egy mérőszámot termékeik reklámozására: az ún. csípőrugót (hip spring, hip-spring vagy hipspring), amely azt mutatta, hogy a derék és a csípő kerülete között mekkora a különbség (illetve a különbséget milyen mértékben lehet növelni az adott fűző viselésével). Ez a mérőszám azonban hamarosan kikopott a mindennapi használatból, mert pl. a derék és csípő kerülete közötti azon különbség, amely egy átlagos nőnél jól mutat, egy fiatalabb lány vagy alacsonyabb nő esetében inkább az alultápláltságra utalt.

## Kapcsolat az intelligenciával
Az anya derék-csípő aránya és az utódok intelligenciája között nem túl szoros, de mérhető összefüggést találtak amerikai kutatók. Az Amerikai Nemzeti Egészségügyi Statisztikai Központ (U.S. National Center for Health Statistics) adatainak felhasználásával William Lassek, a Pittsburghi Egyetem kutatója és Steven Gaulin, a University of California, Santa Barbara úgy találta, hogy a gyermekek intelligenciateszteken nyújtott teljesítményét befolyásolja anyjuk derék-csípő aránya, vagyis az, hogy anyjuk mennyi zsírt képes a csípőn tárolni.
A teszteken azok a gyermekek értek el magasabb pontszámot, akiknél az anyának széles csípője, de relatíve alacsony derék-csípő aránya volt. Lassek és Gaulin ebből azt a következtetést vonta le, hogy a csípő körül elraktározott, többszörösen telítetlen zsír jótékony hatással van a magzat fejlődésére. Más kutatások szerint a csípő körül elraktározott zsír megvédte a fiatal anyák gyermekeit az ilyen terhességeknél gyakran fellépő kognitív problémáktól.

## Fordítás
- Ez a szócikk részben vagy egészben  a   Waist–hip ratio című angol Wikipédia-szócikk ezen változatának fordításán alapul.  Az eredeti cikk szerkesztőit annak laptörténete sorolja fel. Ez a jelzés csupán a megfogalmazás eredetét és a szerzői jogokat jelzi, nem szolgál a cikkben szereplő információk forrásmegjelöléseként.